# Барон Олдингтон
Барон Олдингтон (англ. Baron Aldington) из Бисфема в округе Блэкпул — наследственный титул в системе Пэрства Соединённого королевства. Он был создан 29 января 1962 года для консервативного политика и бизнесмена, сэра Тоби Лоу (1914—2000). 16 ноября 1999 года он стал пожизненным пэром в качестве барона Лоу из Бисфема в графстве Ланкашир. После его смерти в 2000 году звание пожизненного пэра прервалось, а баронский титул унаследовал его сын, Чарльз Гарольд Стюарт Лоу, 2-й барон Олдингтон (род. 1948), который и является нынешним носителем титула.

## Бароны Олдингтон (1962)
- 1962—2000: Тоби Остин Ричард Уильям Лоу, 1-й барон Олдинтон (25 мая 1914 — 7 декабря 2000), старший сын полковника Стюарта Лоу (1888—1942), депутат Палаты общин от Северного Блэкпула (1945—1962);
- 2000 — настоящее время: Чарльз Гарольд Стюарт Лоу, 2-й барон Олдингтон (род. 22 июня 1948), единственный сын предыдущего;
  - Наследник титула: Филипп Тоби Огастес Лоу (род. 1 сентября 1990), единственный сын предыдущего.